# Сапежинка
Сапежи́нка (бел. Сапяжынка) — деревня в составе Холстовского сельсовета Быховского района Могилёвской области Республики Беларусь.

## Население
- 2010 год — 197 человек